# 魯㮚
魯㮚（17世紀—17世紀），字季栗，號韋菴，浙江紹興府山陰縣人，明朝、南明政治人物。

## 生平
崇禎九年（1636年），魯㮚中式浙江鄉試第二十二名舉人，崇禎十六年（1643年）成進士，獲授庶吉士，不久李自成攻陷北京，以原官任用他，同科進士魏學濂對他說：「我們在這圍城之中死是應分的，然而死也有三節，一是先帝昇遐當日，二是李賊登基當日，三是先帝發喪當日。」到崇禎帝發喪，魏學濂果然自縊而死，他則先行逃走到魯王朱以海朝廷任編修，很快也辭官回鄉，不出仕清朝。

## 引用
1. 1 2  錢海岳《南明史·卷八十二·列傳第五十八》：魯㮚，字季㮚【栗】，會稽人。崇禎十六年進士，改庶吉士。北京亡歸，（魯）王授編修。入清不出。
2. ↑  《崇禎十六年癸未科進士三代履歷》
3. ↑  嘉慶《山陰縣志·卷十·選舉一》：魯㮚 庶吉士……以上（崇禎）十六年癸未楊廷鑑榜（進士）……魯㮚……以上（崇禎）九年丙子科（舉人）
4. ↑  《明季北略·卷二十二》：從逆諸臣……魯㮚，浙江紹興山陰人。崇禎癸未庶吉士，原官。
5. ↑  《皇明遺民傳·卷一》：魯㮚，字季栗。號韋菴。宋肅簡公宗道之裔。登崇禎癸未進士。歷官庶吉士。李自成陷都城。魏學濂謂㮚曰吾輩居此圍城之中。死固分也。然死有三節。先帝上昇之日一也。李賊登極之日二也。先帝發喪之日三也。已而大行發引。學濂果死。而㮚得先期自拔閉戶。不出以終。